# 해양경비안전본부
해양경비안전본부(海洋警察廳, 영어: Korea Coast Guard, KCG)는 해양 경비 및 오염방제, 해상 구조, 구난, 해상 수사 업무를 관장하는 대한민국 국민안전처의 직속 행정기관이다. 2014년 11월 19일 발족하였으며, 인천광역시 연수구 해돋이로 130에 위치하고 있다. 본부장은 차관급 특정직 공무원(치안총감)으로 보한다.

## 명칭
2005년 해양경찰의 영문 명칭이 종전의 POLICE(Korea National Maritime Police Agency)에서 Korea Coast Guard로 변경되었다. 이는 예전 해무청 시절 잠깐 쓰였던 용어로 여러 부분의 의미를 함축하고 있다. 특히 신분변화를 담고 있는데 1차 시도는 김영삼 정부 시절 해양수산부 장관이 각 지방해운항만청과 해양경찰청을 통합하여 해양안전청을 설립하고 해양경찰의 수사·정보 기능은 육상경찰로 이관하는 발표를 하였다. 당시 해양경찰관들의 거센 반발로 이는 철회되었다.
2차 시도는 노무현 정부 시절 최낙정 해양수산부 장관이 해양경찰 인사권을 경찰청으로부터 독립시키겠다는 주장과 함께 신분의 변화를 암시하면서 파동이 커졌다. 당시 경찰 신분 유지를 원하던 직원들의 거센 반발과 최낙정 장관의 연이은 발언 파동으로 장관직에서 물러나면서 일단락되었다.
3차 시도는 이승재 해양경찰청장 시절 시도되어 해양경찰청의 영문 명칭이 'Maritime Police'에서 'Coast Guard'로 변경되었다. 당시 직원들의 거센 반발로 인해 영문 명칭은 대외적으로는 'Coast Guard', 대내적으로는 'Police'를 병행할 것을 지시하여 1000톤급 이상 선박의 경우에만 'Coast Guard'로 도색을 바꾸었다. 당시 해양경찰청은 "기존 영문명에 대한 외국인들의 인지도가 낮아 위상 정립 차원에서 바꾼 것"이라며 "이것이 바뀌었다고 해양경찰관의 신분이나 사법권에 영향을 미치지는 않는다"라고 밝혔다. 이 경우에도 일선 경찰의 반발이 심하였으며 반발의 핵심적 이유는 사법권의 축소 우려와 기존 1·2차 때 시도되었던 경찰공무원에서 공안직 공무원으로 신분 변경의 우려 때문이었다.

## 연혁
- 1953년 12월 14일 : 내무부 치안국의 소속으로 해양경찰대를 신설.[2] 부산, 인천, 군산, 목포, 포항, 묵호, 제주에 기지대를 설치.[3]
- 1955년 2월 7일 : 해무청의 소속으로 변경.
- 1956년 7월 23일 : 해양경비대사령부로 개편, 부산기지대를 폐지.
- 1957년 11월 6일 : 해양경비대로 개편.
- 1962년 5월 5일 : 해양경비대를 폐지하고 내무부 치안국의 소속으로 해양경찰대로 개편.[4]
- 1974년 12월 24일 : 내무부 치안본부로 소속 변경.
- 1978년 8월 9일 : 내무부로 소속 변경.
- 1991년 7월 23일 : 경찰청의 소속으로 변경.[5] 지구해양경찰대를 해양경찰서로, 지대를 해양경찰지서로 개편.
- 1996년 8월 8일 : 해양수산부의 외청, 해양경찰청으로 독립.[6][7]
- 2005년 7월 22일 : 기관장이 차관급으로 승격.
- 2008년 2월 29일 : 국토해양부의 소속으로 변경.[8]
- 2013년 3월 23일 : 해양수산부의 소속으로 변경.[9]
- 2014년 11월 19일 : 국민안전처 산하기관인 해양경비안전본부로 개편. 해양수산부 해상교통관제센터 업무 이관
- 2017년 7월 25일 : 정부조직법 개정안에 따라 해양수산부 산하 해양경찰청으로 개편

## 해양경비안전본부 조직
- 본부장
  - 해양경비안전조정관
  - 해양경비안전국
    - 해양경비안전총괄과
    - 해양경비과
    - 해상안전과
    - 해양수색구조과
    - 수상레저과
    - 해상수사정보과

  - 해양오염방제국
    - 방제기획과
    - 기동방제과
    - 해양오염예방과

  - 해양장비기술국
    - 해양장비기획과
    - 해양장비관리과
    - 해양항공과
    - 해양정보통신과
    - 해상교통관제과

## (지방)해양경찰청 및 해양경찰서
- 해양경찰청 (인천광역시)
- 중부지방해양경찰청 (인천광역시)
  - 인천해양경비안전서
  - 평택해양경비안전서
  - 태안해양경비안전서
  - 보령해양경비안전서
  - 서해5도특별경비단 (2017.04.04 창단)
- 서해지방해양경찰청 (전라남도 목포시)
  - 군산해양경비안전서
  - 부안해양경비안전서
  - 목포해양경비안전서
  - 여수해양경비안전서
  - 완도해양경비안전서
- 동해지방해양경찰청 (강원도 동해시)
  - 속초해양경비안전서
  - 동해해양경비안전서
  - 포항해양경비안전서
- 남해지방해양경찰청 (부산광역시)
  - 부산해양경비안전서
  - 창원해양경비안전서
  - 울산해양경비안전서
  - 통영해양경비안전서
- 제주지방해양경찰청 (제주특별자치도 제주시)
  - 제주해양경비안전서
  - 서귀포해양경비안전서

## 장비
| - 5000톤급 - 5002함(이청호함), 서귀포해양경비안전서 - 5001함(삼봉호), 동해해양경비안전서 - 3000톤급(태평양급 경비함) - 3015함(태평양15호), 목포해양경비안전서 - 3013함(태평양13호), 군산해양경비안전서 - 3012함(주작함), 제주해양경비안전서 - 3011함(바다로), 해양경비안전교육원 훈련함 - 3010함(태평양10호), 군산해양경비안전서 - 3009함(태평양9호), 목포해양경비안전서 - 3008함(태평양8호), 서해5도특별경비단 - 3007함(태평양7호), 동해해양경비안전서 - 3006함(태평양6호), 서귀포해양경비안전서 - 3005함(태평양5호), 서해5도특별경비단 - 3003함(태평양3호), 서귀포해양경비안전서 - 3002함(태평양2호), 제주해양경비안전서 - 3001함(태평양1호), 부산해양경비안전서 - 1500톤급(제민급 경비함) - 1513함(제민13호), 동해 - 1512함(제민12호), 동해 - 1511함(제민11호), 동해 - 1510함(제민10호), 포항 - 1509함(제민9호), 목포 - 1508함(제민8호), 목포 - 1507함(제민7호), 태안 - 1506함(제민6호), 태안 - 1505함(제민5호), 제주 - 1503함(제민3호), 부산 - 1502함(제민2호), 태안 - 1501함(제민1호), 부산 - 1000톤급(한강급 경비함) - 1010함(한강10호), 목포 - 1009함(한강9호), 울산 - 1008함(한강8호), 포항 - 1007함(한강7호), 목포 - 1006함(한강6호), 통영 - 1005함(한강5호), 통영 - 1003함(한강3호), 포항 - 1002함(한강2호), 서해 - 1001함(한강1호), 군산 | - 500톤급(태극급 경비함) - 517함(태극17호) 여수 - 516함(태극16호) 평택 - 515함(태극15호) 서해 - 513함(태극13호) 서해 - 512함(태극12호) 통영 - 511함(태극11호) 서해 - 510함(태극10호) 속초 - 509함(태극9호) 속초 - 508함(태극8호) 여수 - 507함(태극7호) 포항 - 506함(태극6호) 서귀포 - 505함(태극5호) 속초 - 503함(태극3호) 서해 - 502함(태극2호) 서해 - 501함(태극1호) 서해 - 300톤급(해우리급 경비함) - 300함(해우리30호) ~ 303함(해우리33호)-1세대 - 305함(해우리35호) ~ 307함(해우리37호)-2세대 - 308함(해우리8호) ~ 323함(해우리23호)-3세대 - 250톤급(해우리급 경비함) - 251함(해우리1호) ~ 277함(해우리27호)-퇴역 - 278함(해우리28호) 완도 - 279함(해우리29호) 완도 | - 100톤급(해누리) - 101정~131정 - 50톤급(P정) - 30톤급(형사기동정) - 소방정 - 소방1호정, 울산 - 방제정 - 방제1호정~방제22호정 - 예인정(T정) - T-01정, 정비창 - T-02정, 정비창 - T-03정, 동해 - T-05정, 제주 - T-06정, 서귀포 - T-07정, 인천 - T-08정, 목포 - 호퍼크래프트(수륙양용정, H정) - H-01정~H-09정 - 순찰정(S정, M정) - S-01정~S-107정 - 고정익 비행기 6대 - CL-604(B701 챌린저호) 1대 - C-212(B702) 1대 - CN-235-110M(B703 ~ 706) 4대 - 회전익 헬기 총 17대 - 카모프 Ka-32 (B502~509) 8대 - 벨412 (B501) 1대 - AS-565 (B510~515) 5대(1대는 추락으로 손실/B511-가거도) - AW-139 (B516~518) 2대(1대는 추락으로 손실/B516-제주) - S-92A (B519) 1대 |

## 계급
- 간부
  - 치안총감(CG, Commissioner General)
  - 치안정감(CSG, Chief Superintendent General)
  - 치안감(SSG, Senior Superintendent General)
  - 경무관(SG, Superintendent General)
  - 총경(SS, Senior Superintendent)
  - 경정(SU, Superintendent)
  - 경감(SI, Senior Inspector)
  - 경위(I, Inspector)
- 비간부 (직원)
  - 경사(AI, Assistant Inspector)
  - 경장(SP, Senior Policeman)
  - 순경(P, Policeman)

- 국민안전처 의무경찰(전환복무)
  - 2021년부터 계급별 복무기간이 이등병 2개월, 일병 6개월, 상병 6개월, 병장 나머지 기간으로 변경된다.[10]
  - 2013년부터는 국민안전처 소속 의경도 경찰청 소속 의경처럼 그냥 의경으로 계급은 1가지이다
  - 2023년 6월 4일 폐지되었다.
  - 정식명칭은 '순경'이나, 엄연히 '순경'의 아래에 있다. 계급은 현역병을 따라 각각 '이경', '일경', '상경', '수경'이었다.

## 같이 보기
- 해양경비안전본부장, 해양경비안전조정관
- 공무원, 해양경비안전본부의 계급, 교도관 계급, 소방관 계급
- 대한민국 해군
- 미국 해안경비대(USCG), 일본 해상보안청(JCG), 캐나다 해안경비대(CCG), 러시아 국경수비대(RCG)